# Pedro Pizarro Cañas
Pedro Ignacio Pizarro Cañas (Santiago, 10 de septiembre de 1976) es un abogado y político chileno, militante de Renovación Nacional (RN). Desde noviembre de 2019 hasta marzo de 2022, se desempeñó como subsecretario de Previsión Social bajo el segundo gobierno del presidente Sebastián Piñera.

## Familia y estudios
Es uno de los tres hijos del matrimonio compuesto por Pedro Pizarro
y de Patricia Cañas. Realizó sus estudios superiores en la carrera de derecho en la Pontificia Universidad Católica (PUC), y luego cursó un magíster en dirección y gestión tributaria en la Universidad Adolfo Ibáñez, egresando en 2008.
Está casado y es padre de tres hijos.(Florencia
,Pedro y Alfonso)

## Trayectoria profesional y política
Se ha especializado en asesoría corporativa en materias tributarias y laborales y como abogado litigante en causas comerciales, laborales, civiles y tributarias.
Entre septiembre de 2002 y noviembre de 2019 se desempeñó como abogado del estudio jurídico Guerrero y Cía., y formó parte de la mesa técnica que asesoró al Gobierno de Chile —presidido por Sebastián Piñera— en la búsqueda de una legislación laboral y calidad de vida. Desde el mes de marzo de 2022 en adelante se reintegró al estudio Jurídico Guerrero y Cía.
En el ámbito político, formó parte del directorio de Renovación Nacional (RN), siendo uno de los vicepresidentes de dicho partido.
El 19 de noviembre de 2019 tras un cambio de gabinete debido a las protestas de octubre de ese año, fue designado por el presidente Piñera como subsecretario de Previsión Social, sucediendo a la entonces subsecretaria María José Zaldívar.